# Étienne Pinte
Pour les articles homonymes, voir Pinte.
Étienne Pinte, né le 19 mars 1939 à Ixelles (Belgique), est un homme politique français.
Il commence sa carrière politique comme suppléant du député Alain Peyrefitte. Celui-ci étant nommé au gouvernement en 1973, il lui succède à l'Assemblée nationale. Il y est constamment réélu jusqu'en 2012. Il est également maire de Versailles de 1995 à 2008.

## Biographie
Étienne Pinte est le fils de Gérard Pinte et de Denise Brunschwig. La famille Pinte comprend quatre générations d'officiers supérieurs de cavalerie au service du roi des Belges, dont son grand-père, Henri Pinte, lequel a été anobli (concession de noblesse) le 15 juin 1953.
Au début de la Seconde Guerre mondiale, Gérard et Denise Pinte fuient la Belgique pour la France et participent à la résistance intérieure. Ils sont ensuite libraires à Versailles.
Diplômé de l’institut d’études politiques de Paris (1960), licencié en droit ayant choisi dans les années 1960 de s'installer en France, pays dont il acquiert la nationalité en 1963, Étienne Pinte devient le collaborateur d'Alain Peyrefitte, intégrant son cabinet quand celui-ci est nommé secrétaire d'État à l'information de Georges Pompidou en 1962, puis secrétaire d’État chargé des rapatriés (1962), ministre de l’Information (1962), chargé de la recherche scientifique et des questions atomiques et spatiales (1966), et ministre de l’Éducation nationale (1967). Il est ensuite membre du cabinet de Joël Le Theule, secrétaire d’État chargé de l’information (1968), puis de celui de Marcel Anthonioz, secrétaire d’État au Tourisme (1969).
De 1970 à 1973, il part pour le Japon où il est missionné pour représenter les intérêts français en matière de tourisme.
De retour en France, il rejoint Alain Peyrefitte, qui le choisit comme suppléant à la députation dans sa circonscription de Seine-et-Marne lors des élections législatives d'avril 1973, lui donnant quelques mois plus tard l'occasion d'entrer à l'Assemblée nationale, avec la nomination au gouvernement d'Alain Peyrefitte, et de se lancer dans une carrière politique.
À l'occasion des élections législatives de 1978, Étienne Pinte se présente avec succès contre Bernard Destremau, dans le département des Yvelines. Il y a été constamment réélu depuis.
Après avoir démissionné de la commission exécutive du RPR en 1979, regrettant « l'absence de débat démocratique au sein du mouvement », il a été vice-président du groupe RPR de l'Assemblée nationale, membre du bureau politique et trésorier du parti (1997).
Il a annoncé en décembre 2007 qu'il ne se représenterait pas pour un troisième mandat à la mairie de Versailles lors des élections municipales de mars 2008. Pour cette élection, il a apporté son soutien à son adjoint aux finances, Bertrand Devys.
Marié avec Marie-Noëlle Vielliard, il est père de quatre enfants, dont :
- François Pinte, conseiller régional des Pays de la Loire de 2004 à 2021, premier vice-président de la région des Pays de la Loire, président de la commission des finances, des ressources humaines et de l'Europe (2015-2017). Secrétaire général du Groupe Actual depuis 2022.

Il annonce le 20 janvier 2012 qu'il ne se représentera pas aux élections législatives.

## Positions politiques
Se présentant comme un catholique fervent et impliqué, Étienne Pinte adopte des positions qu'il veut en accord avec la « doctrine sociale » de l'Église.
Bien que personnellement hostile à l'interruption volontaire de grossesse (IVG), il se prononce publiquement en faveur de sa légalisation en 1974 et vote en faveur de la loi Veil en décembre.
Mais, il a voté contre la reconduction de la Loi sur l'IVG en 1979, contre la prise en charge de l'IVG par la Sécurité sociale en 1982, contre les lois bioéthiques de 1992 et 1994, contre la réforme de l'IVG et de la contraception en 2000. Il a aussi voté pour l'abolition de la peine de mort en 1981, s'est engagé contre la « double peine » et pour l'instauration du numerus clausus dans les prisons.
Il figure parmi les signataires de l'« appel des maires contre le mariage des personnes du même sexe ».
Dans un article dans Le Monde, en août 2008, il a défendu des associations contre une accusation d'avoir provoqué du désordre dans les camps de rétention d'immigrés illégaux, accusation qu'il trouve être "un peu rapide, indigne et injuste".
Proche de Philippe Séguin en 1981, Étienne Pinte se prononce en faveur de la candidature d'Édouard Balladur lors de l'élection présidentielle de 1995. Il a été l'un des députés UMP les plus critiques à l'égard du Premier ministre Dominique de Villepin, voyant en Nicolas Sarkozy un bien meilleur candidat de la droite à l'élection présidentielle de 2007.
Étienne Pinte est également vice-président du Groupe d’études à vocation internationale sur la Palestine à l’Assemblée nationale, président du groupe d'amitié parlementaire France-Liban à l'Assemblée nationale, coprésident du groupe d'études sur la pauvreté. Parlementaire en mission auprès de François Fillon, Premier ministre, dont il est réputé proche, sur l'hébergement d'urgence et l'accès au logement de décembre 2007 à juin 2008, il a remis son rapport en septembre 2008.
Il est membre de la Commission des Affaires Sociales et membre du Conseil d'administration de l'OFPRA, l'Office Français de Protection des Réfugiés et Apatrides où il représente l'Assemblée nationale.
Le 30 juillet 2010, il a été nommé Président du Conseil national des politiques de lutte contre la pauvreté et l'exclusion sociale (CNLE), conseil placé auprès du premier Ministre jusqu'en 2019.
Le 9 mars 2009, il marque son opposition au projet de loi de Nadine Morano sur le statut du beau-parent en souhaitant un report de l'examen de ce texte. Le 21 octobre 2009, il prend position contre le renvoi forcé par charters des Afghans présents illégalement en France décidé par Éric Besson, ministre de l'Immigration, de l'Intégration, et de l'Identité nationale, et envisage une action concertée avec d'autres députés de contestation de ces expulsions.
À plusieurs reprises, il a apporté son soutien au collectif Jeudi noir, qui milite pour le droit au logement et ouvre des squats dans des bâtiments non occupés. Ce collectif est régulièrement dénoncé pour ses méthodes illégales par leurs adversaires, notamment à droite. Étienne Pinte est en effet le seul député UMP à les soutenir ouvertement, parlant de « cas de force majeure ».
Le 19 janvier 2012, il publie avec le père Jacques Turck Extrême droite, pourquoi les chrétiens ne peuvent pas se taire aux éditions de l’Atelier, un essai sur l’incompatibilité des thèses de l’extrême droite avec le message chrétien.
En janvier 2013, il est nommé chevalier de la Légion d'honneur par Cécile Duflot, ministre écologiste de l'Égalité des Territoires et du Logement, pour ses 50 ans de services.
Le 27 février 2013, il fait partie des huit personnalités - aux côtés de gens comme Eva Joly, Julien Bayou, Pouria Amirshahi - à l'initiative d'une pétition visant à faire entrer Stéphane Hessel au Panthéon.

## Mandats électifs
- Conseiller municipal et maire de Versailles (Yvelines) :
  - adjoint au maire du 13 mars 1977 au 19 juin 1995.
  - maire du 19 juin 1995 au 16 mars 2008.
- Député :
  - proclamé député de Seine-et-Marne le 6 mai 1973 en remplacement d'Alain Peyrefitte, député nommé au gouvernement.
  - élu député de la première circonscription des Yvelines en 1978, réélu en 1981, 1986, 1988, 1993, 1997, 2002, 2007 (mandat en cours : XIIe législature 2007-2012).
- Président de la Communauté de communes de Versailles Grand Parc de 2003 à 2008

## Distinctions
En 2013, il est nommé chevalier de la Légion d'honneur sur le contingent de Cécile Duflot, ministre du logement.